# Montfort (Doubs)
Montfort foi uma comuna francesa na região administrativa de Borgonha-Franco-Condado, no departamento de Doubs. Estendia-se por uma área de 2,8 km². Em 2010 a comuna tinha 90 habitantes (densidade: 32,1 hab./km²).
Em 1 de janeiro de 2017, passou a fazer parte da nova comuna de Le Val.